# Hans Frankenstein
Hans Frankenstein (Bécs, 1895. március 1. – ?, 1976) osztrák nemzetközi labdarúgó-játékvezető.

## Pályafutása

### Nemzeti kupamérkőzések
Vezetett Kupa-döntők száma: 4.

#### Osztrák Kupa
| Időpont         | Helyszín                | Mérkőzés típusa | Mérkőzés                                           | Eredmény | Nézők száma |
| --------------- | ----------------------- | --------------- | -------------------------------------------------- | -------- | ----------- |
| 1930. május 10. | Rapid tér Stadion, Bécs | döntő           | Vienna Cricket and Football Club–FK Austria Wien   | 1 : 0    | 12 000      |
| 1932. május 26. | Wr. Stadion, Bécs       | döntő           | FC Admira Wacker Mödling–Wiener AC                 | 6 : 1    | 20 000      |
| 1936. május 21. | Wr. Stadion, Bécs       | döntő           | FK Austria Wien–Vienna Cricket and Football Club   | 3 : 0    | 15 000      |
| 1937. május 27. | Wr. Stadion, Bécs       | döntő           | Vienna Cricket and Football Club–Wiener Sport-Club | 2 : 0    | 9 000       |

### Nemzetközi játékvezetés
Az Osztrák labdarúgó-szövetség Játékvezető Bizottsága (JB) 1929-ben terjesztette fel nemzetközi játékvezetőnek, a Nemzetközi Labdarúgó-szövetség (FIFA) bíróinak keretébe. Több nemzetek közötti válogatott és klubmérkőzést vezetett, illetve működő társának partbíróként segített. Az osztrák nemzetközi játékvezetők rangsorában, a világbajnokság-Európa-bajnokság sorrendjében többedmagával a 25. helyet foglalja el 2 találkozó szolgálatával. Az aktív nemzetközi játékvezetéstől 1937-ben búcsúzott. Válogatott mérkőzéseinek száma: 9.

#### Világbajnokság
A világbajnoki döntőhöz vezető úton Olaszországba a II., az 1934-es labdarúgó-világbajnokságra és Franciaországba a III., az 1938-as labdarúgó-világbajnokságra a FIFA JB bíróként alkalmazta.

##### 1934-es labdarúgó-világbajnokság
| Időpont           | Helyszín                          | Mérkőzés típusa           | Mérkőzés              | Eredmény | Nézők száma |
| ----------------- | --------------------------------- | ------------------------- | --------------------- | -------- | ----------- |
| 1934. április 29. | Hungária körúti Stadion, Budapest | előselejtező (4. csoport) | Magyarország–Bulgária | 4 : 1    | 10 000      |

##### 1938-as labdarúgó-világbajnokság
| Időpont             | Helyszín                        | Mérkőzés típusa           | Mérkőzés            | Eredmény | Nézők száma |
| ------------------- | ------------------------------- | ------------------------- | ------------------- | -------- | ----------- |
| 1937. szeptember 3. | Kariuomenes St. Stadion, Kaunas | előselejtező (8. csoport) | Litvánia–Lettország | 1 : 5    | 10 000      |

#### Nemzetközi kupamérkőzések

##### Közép-európai kupa
| Időpont          | Helyszín                              | Mérkőzés típusa                  | Mérkőzés                        | Eredmény | Nézők száma |
| ---------------- | ------------------------------------- | -------------------------------- | ------------------------------- | -------- | ----------- |
| 1930. június 19. | Slavia/Letná Stadion, Prága           | egyik nyolcaddöntő               | SK Slavia Praha–Ferencvárosi TC | 2 : 2    | 14 000      |
| 1930. július 15. | Hungária körúti Stadion, Budapest     | egyik nyolcaddöntő (1. mérkőzés) | Újpest FC–AS Ambrosiana Milano  | 2 : 4    | 25 000      |
| 1930. július 20. | Calistico di San Siro Stadion, Milánó | egyik nyolcaddöntő (2. mérkőzés) | AS Ambrosiana Milano–Újpest FC  | 2 : 4    | 20 000      |
| 1934. június 16. | Hungária körút, Budapest              | egyik nyolcaddöntő               | Hungária FC–AC Sparta Praha     | 4 : 5    | 6000        |
| 1934. június 26. | Slavia/Letná Stadion, Prága           | egyik nyolcaddöntő (1. mérkőzés) | AC Sparta Praha–Hungária FC     | 5 : 2    | 13 000      |
| 1934. július 8.  | Hungária körút, Budapest              | egyik nyolcaddöntő (2. mérkőzés) | Hungária FC–AC Sparta Praha     | 2 : 1    | 10 000      |
| 1934. július 15. | Práter Stadion, Bécs                  | rájátszás                        | AC Sparta Praha–Hungária FC     | 1 : 1    | 12 000      |

## Magyar vonatkozás
| Időpont              | Helyszín                          | Mérkőzés típusa          | Mérkőzés           | Eredmény | Nézők száma |
| -------------------- | --------------------------------- | ------------------------ | ------------------ | -------- | ----------- |
| 1933. szeptember 17. | Hungária körúti Stadion, Budapest | 167. válogatott mérkőzés | Magyarország–Svájc | 3 : 0    | 17 000      |

## Külső hivatkozások
- Hans Frankenstein. World Referee. [2012. október 7-i dátummal az eredetiből archiválva]. (Hozzáférés: 2012. július 5.)
- Hans Frankenstein. footballzz.com. (Hozzáférés: 2012. július 5.)
- Hans Frankenstein. scoreshelf.com. [2016. január 22-i dátummal az eredetiből archiválva]. (Hozzáférés: 2012. július 5.)
- Hans Frankenstein. eu-football.info. (Hozzáférés: 2012. július 5.)

| Elődje: Joseph Zwicker | Kupadöntő 1929–1930 | Utódja: Ismeretlen |

| Elődje: Ismeretlen | Kupadöntő 1931–1932 | Utódja: Alois Beranek |

| Elődje: Rosenberger | Kupadöntő 1935–1936 / 1936–1937 | Utódja: Rauch |